# Western (Nowy Jork)
Western – miasto w Stanach Zjednoczonych, w stanie Nowy Jork, w hrabstwie Oneida.